# Bundestagswahlkreis Emden – Leer
Der Wahlkreis Emden – Leer war ein Bundestagswahlkreis in Niedersachsen. Er umfasste das Gebiet der Stadt Emden, des Landkreises Leer und des Landkreises Norden.

## Geschichte
Der Wahlkreis hatte die Wahlkreisnummer 20. Er wurde vor der Bundestagswahl 1965 aus Teilen der Wahlkreise Aurich – Emden und Leer neu gebildet. Im Zuge der Neuordnung der Wahlkreise vor der Bundestagswahl 1980 wurde er schließlich aufgelöst. Das Gebiet der Stadt Emden und des 1977 in den Landkreis Aurich eingegliederten Landkreises Norden gingen dabei an den erneut geschaffenen Wahlkreis Aurich – Emden und der Landkreis Leer an den neuen Wahlkreis Unterems.

## Abgeordnete
Direkt gewählte Abgeordnete des Wahlkreises Emden – Leer waren
| Jahr | Name         | Partei | Anteil der Erststimmen |
| ---- | ------------ | ------ | ---------------------- |
| 1976 | Carl Ewen    | SPD    | 57,4 %                 |
| 1972 | Carl Ewen    | SPD    | 61,2 %                 |
| 1969 | Georg Peters | SPD    | 50,8 %                 |
| 1965 | Georg Peters | SPD    | 46,0 %                 |